# Иснер, Ян
Ян Иснер (пол. Jan Isner, лат. Joannes Isnerus; около 1345, Рацибуж,
Ратиборское княжество — 25 мая 1411, Краков) — польский богослов, проповедник, педагог, первый профессор теологии Краковского университета. Доктор богословия.

## Биография
Образование получил в Университете Казимира Великого в Кракове, затем в Праге. В 1376 году получил докторскую степень.
В 1401—1411 годах читал лекции в обновленной Краковской академии. Среди его учеников были, среди прочих Станислав из Скальбмежа и Миколай из Пыздры. Известный в свое время проповедник.
В 1409 году на свои средства организовал первую Бурсу для бедных студентов из Литвы и Руси в Кракове и даровал ей свою большую личную библиотеку.
Им, среди прочего, написан комментарий к «Физике» Аристотеля, а также ряд проповедей и богословских произведений. Сохранилась его рукопись: «De conscientia bona et mala».